# Galium ceratophylloides
Galium ceratophylloides är en måreväxtart som beskrevs av Joseph Dalton Hooker. Galium ceratophylloides ingår i släktet måror, och familjen måreväxter. Inga underarter finns listade i Catalogue of Life.